# شوزنجی (معبد)

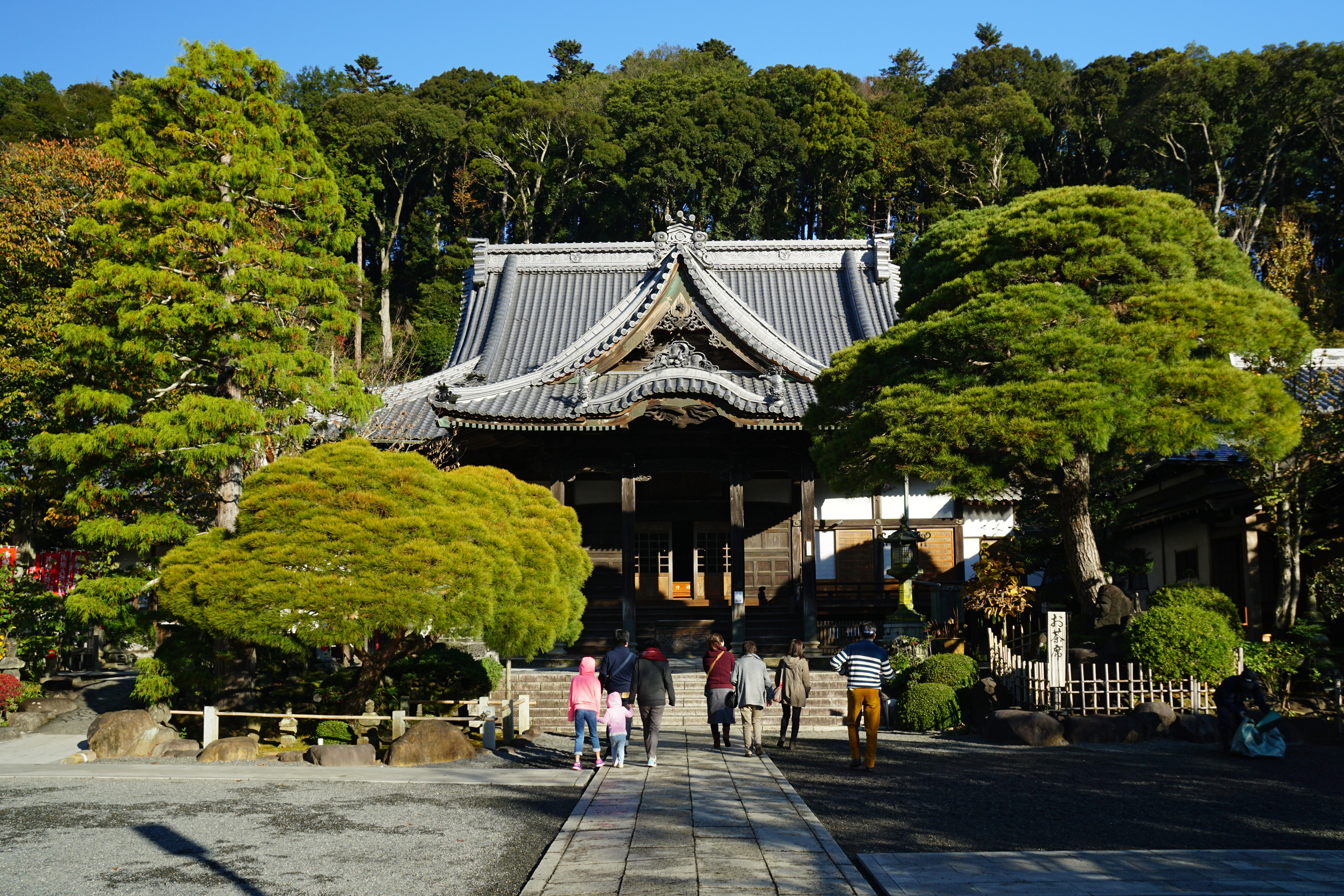
شوزنجی

شوزنجی (به ژاپنی: 修禅寺 しゅぜんじ) یک معبد وابسته به سوتو (فرقه ذن) در ایزو، شیزوئوکا استان شیزوئوکا در ژاپن است.
در اوایل دوره کاماکورا، نام شوزنجی ایجاد شد و قلمرو معبد نیز شوزنجی نامیده شد. همچنین مشخص است که میناموتو نو نوری‌یوری، برادر کوچکتر میناموتو نو یوریتومو، و میناموتو نو یوری‌ایه، پسر یوریتومو و دومین شوگون شوگون‌سالاری کاماکورا، در این معبد زندانی و بعداً در اینجا به قتل رسیدند. با این حال، نظریه‌هایی وجود دارد که میناموتو نو یوری‌ایه کشته نشده است، زیرا هیچ سند تاریخی وجود ندارد که قتل او را تأیید کند و این واقعیت که فرزندانش همچنان به عنوان نگهدارنده در قدرت باقی ماندند.